# Cinema da República da Irlanda
A indústria irlandesa de cinema cresceu relativamente nos últimos anos graças, em parte, pela promoção do setor pelo Bord Sccannán na hÉireann (Irish Film Board) e o estabelecimento de fortes políticas de isenções fiscais. De acordo com o Relatório do Setor de Produção de Conteúdo Audiovisual Irlandês (Irish Audiovisual Content Production Sector Review) desenvolvido pelo Irish Film Board e pelo PricewaterhouseCoopers em 2008, esse setor foi de 1.000 pessoas empregadas a seis ou sete anos atrás para mais de 6.000 pessoas atuando na área atualmente e é avaliado em aproximadamente €557,3 milhões, representando 0,3% do PIB.
De acordo com um artigo publicado na revista Variety focado no cinema irlandês, uma década atrás a Irlanda tinha apenas dois cineastas que alguém já tinha ouvido falar: Neil Jordan e Jin Sheridan. A partir de 2010, a Irlanda pode se gabar de mais de uma dúzia de diretores e roteiristas com reputação internacional significante e crescente. Atualmente a Irlanda está alcançando a massa crítica de talento cinematográfico para equiparar ao tipo de influência - desproporcional para o seu pequeno tamanho - que sempre desfrutou nos campos da literatura e do teatro. Seguindo os passos de Sheridan e Jordan vem uma geração que inclui diretores como Lenny Abrahamson, Conor McPherson, John Crowley, Martin McDonagh, John Carney, Kirsten Sheridan, Lance Daly, Paddy Breathnach and Damien O'Donnell, bem como roteiristas como Mark O'Rowe, Enda Walsh e Mark O'Halloran.
Ex-ministro da Artes, Esporte e Turismo, Martin Cullen (2008-2010) disse que "a indústria do cinema é a pedra angular de uma economia digital inteligente e criativa". Mas assim como as vantagens econômicas concretas que a indústria cinematográfica irlandesa traz em forma de investimentos em dinheiro estrangeiro e as receitas associadas VAT, PAYE e PRSI, é também perceptível como há ganhos mais brandos em termos de desenvolvimento e projeção da cultura irlandesa e da promoção do turismo.
Embora as produções internacionais de grande orçamento mantenham as equipes trabalhando e sejam bastante importantes para o país, é a indústria local que está no centro da criação de oportunidades, ao dar habilidades e experiências para produtores, diretores, roteiristas e equipes e ao contar as histórias que emergem de talentos irlandeses. Alguns dos maiores sucessos do cinema irlandês são: The Wind That Shakes the Barley (2006), Intermission (2003), Man about Dog (2004), Michael Collins (1996), Angela's Ashes (1999), The Commitments (1991), Once (2007) e Notorious (2017). Mrs. Brown's Boys D'Movie (2014) possui o recorde de maior bilheteria bruta numa noite de estreia de um filme irlandês na Irlanda. Notorious (2017), por outro lado, possui o recorde de maior bilheteria de um documentários irlandês.
No passado vários filmes foram censurados ou banidos, devido em parte pela influência da Igreja Católica, incluindo títulos como: The Great Dictator (1940), A Clockwork Orange (1971) e Life of Brian (1979); embora praticamente nenhum corte ou banimento tenha sido expedido recentemente. A política do Irish Film Censors's Office (ipsis litteris Escritório do Censor do Cinema Irlandês) defende a escolha pessoal do espectador e considera como parte de seu trabalho apenas examinar e classificar filmes ao invés de censurá-los.

## A Irlanda como locação
O primeiro filme de ficção filmado na Irlanda foi The Lad from Old Ireland (O rapaz da velha Irlanda), da Kalem Company, em 1910, o qual também foi o primeiro filme americano filmado fora dos Estados Unidos. Foi realizado por Sidney Olcott, que retornou no ano seguinte para filmar mais de uma dúzia de filmes, principalmente no vilarejo de Beaufort, no Condado de Kerry. Olcott pretendia estabelecer um estúdio permanente em Beaufort, mas foi impedido pela eclosão da Primeira Guerra Mundial.
O governo irlandês foi um dos primeiros na Europa a enxergar as potenciais vantagens ao erário em possuir incentivos ficais competitivos para investimento em cinema e televisão, fazendo uso de uma versão revisada e aperfeiçoada da Seção 481 de sua lei de incentivo, o que, em 2015, deu às produtoras um incentivo de crédito fiscal de 32% ao produzir certas obras cinematográficas. Outros países reconhecem sucesso do sistema de incentivos irlandês e readequaram ou introduziram taxas de incentivos ainda mais competitivas. Depois de um longo processo de lobby, melhorias significantes foram introduzidas na Seção 481, dando assistência em projetos de filmes para impulsionar as vagas de emprego na indústria cinematográfica e ajuda o restabelecimento da Irlanda como um espaço global atrativo para a produção de cinema e televisão.
Kevin Moriarty, diretor-geral dos Estúdios Ardmore acredita que a Irlanda é um espaço cinematográfico atrativo haja vista que, atualmente, há o reconhecimento da qualidade da produção da indústria cinematográfica irlandesa e a percepção de que a Irlanda é um destino cinematográfico viável.
Filmes ilustres que foram filmados na Irlanda: The Quiet Man (1952), The Lion in Winter (1968), The First Great Train Robbery (1979), Excalibur (1981), Braveheart (1995), Reign of Fire (2002), King Arthur (2004), The Guard (2011) e Star Wars: The Force Awakens (2015).

## Cinemas na Irlanda
O primeiro cinema na Irlanda, o Volta, foi aberto na 45 Mary Street, em Dublin, em 1909 pelo romancista James Joyce.
Há muitas cadeias de cinema operando na Irlanda, dentre elas: ODEON Cinemas (formalmente UCI/Storm Cinemas), Omniplex, IMC Cinemas (tanto a Omniplex quanto a IMC pertencem ao Grupo Ward Anderson), Cineworld, Vue e Movies@Cinemas.

## Estúdios
Os Estúdios Ardmore é o primeiro estúdio cinematográfico irlandês, aberto em 1958 em Bray, Condado de Wicklow.

## Animações
A Irlanda tem sido o lar de vários produtores de animações notáveis nos últimos anos. O Sullivan Bluth Studios foi fundado em 1979 como Don Bluth Productions, primeiramente localizado em Dublin, para produzir animações do diretor Don Bluth e do produtor Morris Sullivan. Alguns filmes produzidos no estúdio irlandês da Sullivan Bluth são: The Land Before Time (1988), All Dogs Go to Heaven (1989, coproduzido com a britânica Goldcrest Films) e Rock-a-Doodle (1991). Naquele tempo, muitos desses filmes competiam de forma igual com as produções da Walt Disney Pictures. No entanto, em consequência de uma sequência de fracassos de bilheteria na primeira metade dos anos 90, incluindo Thumbelina (1994) e A Troll in Central Park (1994) e The Pebble and the Penguin (1995), o estúdio logo declarou falência e foi fechado em 1995.
Hoje em dia, a Irlanda possui diversos estúdios de animação que produzem animações para televisão e para publicidade, bem como filmes do gênero e coproduções. Cartoon Saloon, fundado em 1999 por Paul Young e Tomm Moore, está entre os mais prolíficos; produziu a série de TV premiada Skunk Fu! e também o filme The Secret of Kells (2009), que foi animado, sobretudo, com a tradicional animação desenhada à mão e pormenoriza o relato fictício da criação do Livro de Kells. O filme foi nomeado ao Oscar 2010 na categoria de Melhor filme de animação. Cartoon Saloon segue produzindo outras animações, como por exemplo, o filme Song of The Sea, lançado em 2014.

## Legislação
A Lei do Cinema de 1970 estabeleceu as bases para a expansão da indústria cinematográfica irlandesa. Isso forneceu, entre outras coisas, benefícios fiscais muito vantajosos para produções cinematográficas e para indivíduos criativos estrangeiros que ali residiam. Um número considerável de escritores mundialmente conhecidos, incluindo Len Deighton, Frederick Forsyth e Richard Condon, aproveitaram os subsídios, residindo na Irlanda por alguns anos. A Lei do Cinema de 1970 foi o resultado de uma colaboração entre o Taoiseach Jack Lynch e Lynn Garrison, um diretor cinematográfico ‘antenado’ que dividiu uma casa geminada com o Primeiro Ministro.
A Lei do Cinema de 1970 tornou-se a base para outras leis nacionais de cinema pela Europa e pela América.

## Irish Film Board
Board Scannán na hÉireann (ou Irish Filme Board) é uma agência nacional de desenvolvimento para a indústria cinematográfica irlandesa que investe no talento, na criatividade e no empreendimento. A agência apoia e promove a Indústria Cinematográfica Irlandesa e o uso da Irlanda como locação para produções internacionais.
A Irish Film Board foi criado em 1981 para impulsionar a indústria local e um dos seus primeiros projetos apoiados foi The Outcasts em 1982. Após o terrível fechamento da Irish Filme Board em 1987, narrativas e cineastas irlandeses continuaram a surgir com considerável sucesso internacional, My left Foot (Jim Sheridan), The Crying Game (Neil Jordan), The Commitments (Alan Parker), todos feitos com financiamentos não-irlandeses. O sucesso desses projetos aliados com lobby local intenso levaram ao restabelecimento da Irish Film Board em 1993.
Muitos críticos de cinema apontam para o fato de que o rendimento da Irish Film Board tem sido baixo, haja vista que a maioria dos filmes que são escolhidos para financiamento tem pouco ou nenhum mercado fora do país e, raramente, são populares na Irlanda. No entanto, a IFB financiou filme como Intermission, I went down, Man About Dog, The Wind That Shakes The Barley e Adam & Paul provaram ser populares entre audiência doméstica e tiveram circulações respeitáveis nos cinemas irlandeses. Tanto o vencedor de Oscar, Once, quanto o vencedor da Palma de Ouro, The Wind That Shakes the Barley obtiveram sucesso internacional nos últimos anos. Once, que foi feito com um orçamento apertado, ganhou mais de 10 milhões de dólares de bilheteria apenas nos EUA e mais de 20 milhões nas bilheterias do mundo, enquanto The Wind That Shakes The Barley foi distribuído no cinema de 40 países.
Ao longo dos últimos quatro anos, filmes irlandeses foram exibidos e venceram prêmios nos principais festivais internacionais, incluindo Cannes, Sundance, Berlim, Toronto, Veneza, Londres, Tribeca, Edimburgo e Busan.
The Wind That Shakes The Barley venceu a prestigiada Palma de Ouro, prêmio de Melhor Filme no Festival de Cannes, em 2006; no ano seguinte, Garage, dirigido por Lenny Abrahamson,  ganhou o Prêmio CICAE (Confédération Internationale des Cinémas d’Art et d’Essai) na quinzena dos diretores no festival de 2007. Depois de vencer o Prêmio de Audiência no Festival Sundance de Cinema, em 2007, Once avançou, vencendo o prêmio de Melhor Filme Estrangeiro no Independent Spirit Awards e o Oscar de Melhor Canção Original, ambos em 2008. O curta-metragem irlandês Six Shooter venceu o Oscar de Melhor Curta-Metragem, em 2006, enquanto que o curta New Boy foi indicado ao mesmo prêmio em 2009.
Ainda em 2009, um recorde, sete filmes financiados pelo IFB (Ondine; Perrier’s Bounty; Triage; A Shine of Rainbows; Eamon; Cracks and Colony) foram oficialmente selecionados para o Festival Internacional de Cinema de Toronto. No entanto, ao contrário de Toronto, os distribuidores de filmes irlandeses são menos relutantes em exibir filmes ‘caseiros’.
Tony Keily criticou a insistência da organização em financiar “cinema comercial não-comercial”. Paul Melia também criticou o IFB por sua demora em conceder financiamentos.
O Ministro das Artes, Esportes e Turismo, Martin Cullen, abordou recentemente a questão do sucesso comercial dizendo que “O IFB oferece a chance de fazer filmes para uma pequena audiência e, não necessariamente, para grandes sucessos comerciais, mas que possuem qualidade autêntica. Isso oferece oportunidades às pessoas para que possam fazer seu nome. Sejam atores, diretores ou equipes; muitas pessoas que trabalham nesses filmes não teriam a chance de atingir o sucesso a não ser que lhes fosse dada  uma primeira oportunidade aqui. Apenas é possível conseguir experiência, tendo oportunidades.”

## Os 10 melhores filmes (segundo enquete de 2005)
Em 2005, uma enquete patrocinada pelo Whikey Jameson selecionou os 10 melhores filmes irlandeses, o resultado é o seguinte:
1. The Commitments (1991)
2. My Left Foot (1989)
3. In the Name of the Father (1993)
4. The Quiet Man (1952)
5. The Snapper (1993)
6. Michael Collins (1996)
7. The Field (1990)
8. Intermission (2003)
9. Veronica Guerin (2003)
10. Inside I’m Dancing (2004)

Filmes irlandeses aclamados pela crítica realizados desde essa enquete que foram incluídos nessa relação: The Wind That Shakes the Barley; Once; The Secret of Kells; Song of The Sea; Garage; The Guard; e Brooklyn.

## IFTA
O Irish Film and Television Awards são prêmios distribuídos desde 1999 (desde 2003 em seu formato atual). Os ganhadores na categoria de Melhores Filmes Irlandeses foram:
- 2003 - Intermission
- 2004 - Omagh
- 2005 - Inside I’m dancing
- 2007 - The Wind That Shakes the Barley
- 2008 - Garage
- 2009 - Hunger
- 2010 - The Eclipse
- 2011 - As IF I Am Not There
- 2012 - The Guard
- 2013 - What Richard Did
- 2014 - Calvary
- 2015 - Song of the Sea
- 2016 - Room
- 2017 - A Date For Mad Mary